# Coldwater, Michigan
Coldwater este o localitate, municipalitate și sediul comitatului Branch, statul Michigan, Statele Unite ale Americii.